# 다이오드

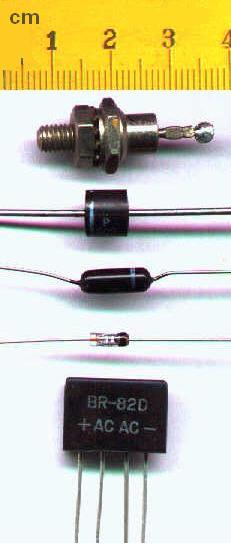
그림 1: 다양한 반도체 다이오드. 아래: 브릿지 다이오드(bridge rectifier). 검은색 바탕인 경우에 흰색 줄이, 또는 유리에 검은색 줄이 표시되어 있는 전극이 캐소드(cathode)로, 순뱡향일 때 음전압을 인가하면 전류가 흘러나온다.

그림 2: 진공관(vacuum tube) 다이오드.

다이오드(diode)는 저마늄(영어: germanium 또는 게르마늄(독일어: germanium), Ge)이나 규소(Si)로 만들어지고, 한쪽 방향으로 전류가 흐르도록 제어하는 반도체 소자를 말한다. 정류, 발광 등의 특성을 지니는 반도체 소자이다.
최초의 다이오드는 진공관(vacuum tube)으로 만들어졌다. 진공관 다이오드는 플레이트 전극(anode)와 열음극(熱陰極, hot cathode)으로 두개의 전극으로 이루어진다.
오늘날의 대부분의 다이오드는 실리콘(규소)(Si,silicon)으로 만들어지지만, 셀레늄(selenium)이나 게르마늄(germanium) 등의 반도체 등을 사용하기도 한다.
대부분의 반도체 다이오드는 p-n 접합으로 두개의 전극을 갖는 반도체 결정체(crystalline)이다.

## 역사
진공관 다이오드와 반도체 다이오드는 개별적으로 개발되었지만, 라디오 수신기로서 1900년대 초에 에 개발되었다. 1950년대까지 진공관 다이오드가 라디오에 더 자주 사용되었는데, 그 이유는 초기의 접점형 반도체 다이오드가 덜 안정적이었기 때문이었다. 게다가, 대부분의 수상기들이 튜브에 포함된 진공관 다이오드를 쉽게 갖출 수 있는, 증폭을 위한 진공관을 갖추고 있었으며(예: 12SQ7 더블 다이오드 트라이오드) 가스로 채워진 정류기와 진공관 정류기는 당시 이용 가능했던 반도체 다이오드(셀레늄 정류기) 보다 일부 고전압/고전류 정류 작업을 더 잘 해낼 수 있었다.

## 반도체 다이오드
다이오드는 반도체의 PN 접합에 바탕을 두고 있다. PN 다이오드에서 전류는 P형 반도체(anode) 면에서 N형 반도체(cathode) 면으로만 흐를 수 있다. (예외: 제너 다이오드)

### 접합 후 공핍층 형성
|  |  |

공핍 영역(depletion region)은 PN 접합 후, 바로 즉각적으로 형성된다. 접합 후 열평형이 이루어지면서 안정상태로 되고, 이것을 동적 평형이라고 부른다.

다이오드의 전류-전압 특성 곡선은 PN 접합의 소위 공핍층(空乏層, depletion layer, 또는 소모층)의 행동에 의한 것으로 해석된다.
PN 접합이 처음 생성되면, N영역의 자유영역 전자들이 정공이 많은 P영역으로 확산된다. 자유 전자들이 정공과 결합한 후에는 정공은 사라지며 전자들은 더 이상 자유롭지 못하게 된다. 따라서 두 속성의 전하 캐리어들(정공과 전자)이 모두 사라지고, PN 접합 주변 지역은 마치 부도체인 것처럼 동작한다. 이를 재결합이라고 한다. 하지만 공핍층의 크기에는 한계가 있고 얼마 후에는 재결합이 끝나게 된다.

### 바이어스에 의한 전류

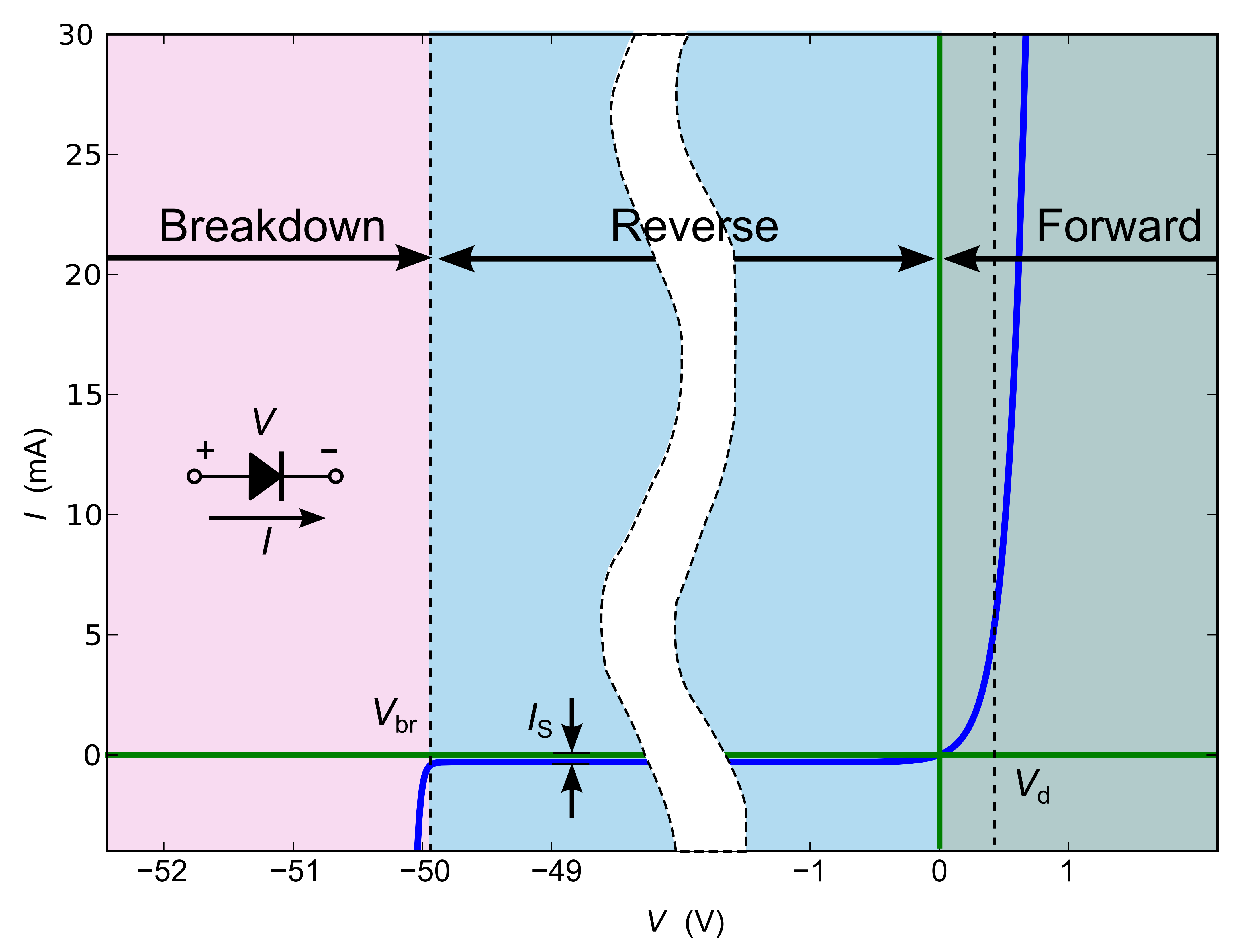
p–n 접합 다이오드의 I–V 특성.

다이오드의 전류-전압 특성은 두 동작영역으로 나눠 설명할 수 있다.
- 순방향 바이어스 : 외부 전압을 다이오드 공핍층에 생긴 built-in potential과 반대 극 방향으로 걸어주면, 재결합을 다시 시작한다. 결국 PN 접합을 지나 상당한 양의 전류가 흐른다. potential의 차가 커지면 다이오드의 전도성이 커지며 전하가 흐르기 시작한다. 이때 다이오드는 마치 저항이 매우 작거나 없는 물질처럼 행동한다. 보통 다이오드 양단에 전류가 흐르면 전압이 일정하게 낮아진다. 실리콘 다이오드는 0.6-0.7볼트 정도이며, 쇼트키 다이오드는 0.2~0.4볼트, LED의 경우에는 1.4볼트 정도(종류와 전류의 양에 따라 달라짐)이다.

- 역방향 바이어스 : 이와는 반대로 외부 전압을 built-in potential과 같은 극방향으로 걸어주면, 공핍층은 계속해서 부도체처럼 동작하고 전류의 흐름을 막는다. 다이오드 양단에 걸리는 potential의 차가 크지 않은 경우 소모층의 길이가 크다. 따라서 다이오드는 마치 전류의 흐름이 끊긴(opened) 회로처럼 동작한다.

역방향 전류-전압 특성을 살펴보면, 역방향 바이어스 구역에서 다이오드를 통과하는 전류는 매우 적다. 하지만 PIV(역방향 한계 전압, peak-inverse-voltage)를 넘어서는 전압을 공급하면, 다이오드는 전자사태 항복(avalanche breakdown)을 일으켜 역방향으로 커다란 전류가 흘러 소자가 망가진다.
다만 제너 다이오드 같은 특별한 목적의 다이오드에서는 PIV를 낮은 전압으로 조절하여 역방향 바이어스의 특성을 이용한다. 역방향 전압 5.6V 이하에서는 제너 항복이, 그를 초과하는 전압에서는 전자사태 항복이 일어난다.

## 전자 기호

그림 3: 전형적인 다이오드의 기호. 줄이 표시된 극이 캐소드(cathode).

회로도에 다이오드를 표시할 때, 다이오드 종류에 따라 기호에 차이가 있다

일반 다이오드
발광 다이오드 (LED, Light Emitting Diode)
광다이오드 (Photo diode)
쇼트키 다이오드 (Schottky diode)
과도전압억제 다이오드 (TVS, Transient Voltage Suppression)
터널 다이오드 (Tunnel diode)
배리캡 (Varicap)
정전압 다이오드 (Zener diode)

## 다이오드의 종류

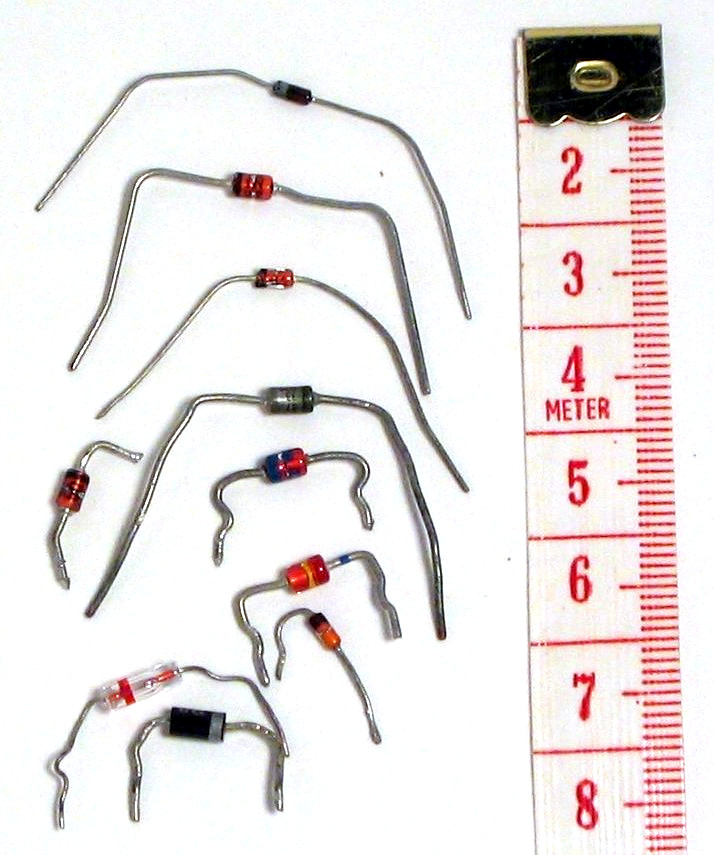
여러 가지 다이오드들 (자의 수치는 센티미터 단위)

- 정류 다이오드(Silicon diode)
- 검파 다이오드(Germanum diode)
- 정전압 다이오드(Zener diode)
- 정전류 다이오드(Current limiting diode, CLD)
- 에사키 다이오드(Esaki diode ,Tunnel diode)
- 쇼트키 다이오드(Schottky barrier diode)
- 가변용량 다이오드(Varactor diode)
- 셀렌 다이오드(Selenium diode)
- 수은 다이오드(Mercury diode)

### 정류 다이오드
다이오드의 가장 중요한 기능은 한쪽 방향으로만 전류를 흐르게 하는 정류작용이다. 전원공급장치나 신호처리시 정류작용을 활용한 회로에 적용할 수 있다. 이때는 역방향 전류는 흐르지 못하게 하는 기능을 활용한다.
주로 실리콘을 이용하여 만들어지고, 보통 전력제어용과 신호처리용으로 나누어 만들어진다. 실리콘 재질의 장점은 생산성과 품질 안정성이나 단점은 순전압이 저마늄에 비해 다소 높다. 즉 예를 들어 태양광으로 배터리를 충전시 발열로 인하여 전력 손실이 높다는 점이다. 저마늄은 실리콘에 비해 신호의 반응속도가 빠른 특성이 있으나 열에 약하며 고장의 위험이 있으며 초기 라디오 부품으로 사용되거나 제품의 특성상 주파수가 높은 경우에 저마늄을 사용하는 경우가 있다.

### 게르마늄 다이오드
일정 신호에서 필요한 신호만 거를 때 사용된다.

### 정전압 다이오드
역방향 바이어스에서 항복 전압(breakdown voltage) 이상이 되면 역방향의 항복 전류가 흐르는 것을 이용하는 다이오드가 정전압 다이오드(Zener diode)이다. 항복 전류가 흐를 때 특정 전압을 유지하는 특성을 이용한다. 정전압 다이오드는 보통 다이오드보다 높은 전압에서 항복 전압을 조절하여 역방향의 바이어스를 이용한다. 항복전압은 다이오드를 만들 때 전압을 결정하고 만들고 고정전압이다. 이것은 회로에서 역방향으로 동작하도록 전압의 양전압(+)에 캐소드(cathode)를 음전압(-)에 애노드(anode)를 인가한다. 역방향으로 전압을 인가 했을 때, 특정전압 이상이 되면 전류가 흘러 전압 상승을 방지한다. 특정 전압을 유지하는 회로에 적용하고, 주로 기준전압으로 사용한다.

### 정전류 다이오드
정전류 다이오드(Current limiting diode, CLD, Current regulating diode, CRD)는 반도체 소자로서 정전류원으로 사용되는 전자 부품이다.
JFET는 『게이트 전압이 일정하면 드레인 전류가 일정』라는 성질을 가지기 때문에 회로에 직렬로 연결하면 전류를 일정 수준으로 제한하는 정전류 소자로 사용할 수 있다. 이것을 하나의 전자 부품으로 사용한 것을 정전류 다이오드라고 부른다. 다이오드의 이름이 붙어 있지만 구조는 완전히 다르다. 교류적으로 해석할 때 무한대의 임피던스 특성을 나타낸다.

### 쇼트키 다이오드

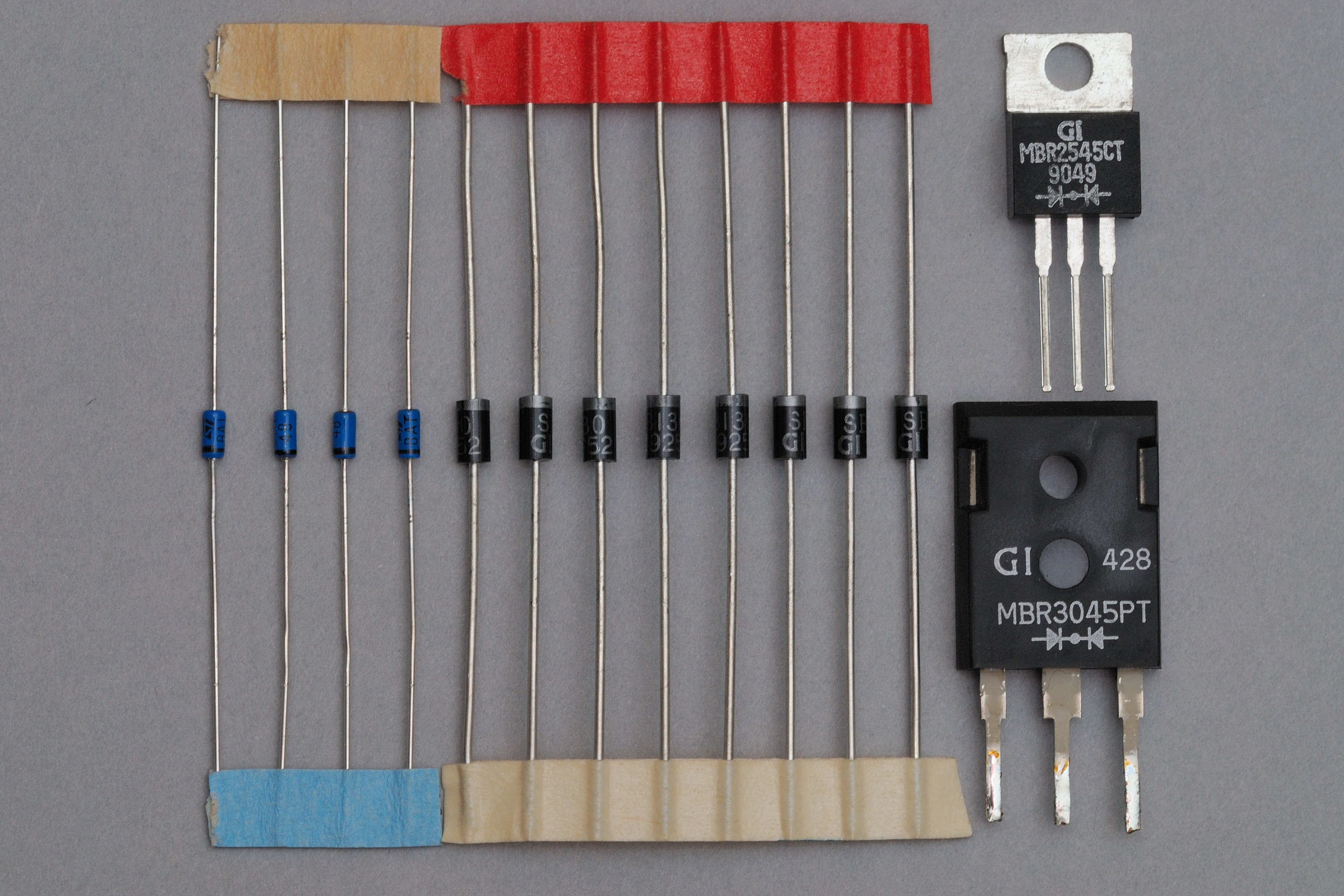
다양한 쇼트키 다이오드. 왼쪽:소신호 RF 소자, 중앙과 오른쪽:중급 및 고파워 정류용.

n형 반도체에 p형 대신 금속을 사용하여 n형의 특성을 발휘하도록 만들어진 다이오드이다.
쇼트키 다이오드의 특성은:
- 순방향 전류 시 낮은 전압 : 방향 전압 인가 시, 0.2~0.3V이다. 실리콘 다이오드가 0.6~0.7V 인데 비해 전압이 낮다.
- 고속 전환 복구 시간 : 순방향과 역방향 바이어스 전환 시, 고속 복구 시간을 갖는다. 이것은 적은 전하량이 충전되기 때문이다. 고속 스위칭 응용회로에 적합하다.
- 낮은 접합 캐피시턴스 : 금속 접촉으로 액티브 영역이 작다. 이것은 전하의 충전을 작게 만든다.

중요한 특징으로 역방향에서 순방향으로 전환할 때, p-n 접합보다 빠른 전환이 가능하다. 따라서 신호 처리용과 전력제어용으로 사용이 가능하다.
스위칭 전원장치 등에 코일과 결합하여 입력쪽에서 전류가 단절되면 코일의 전류를 유지하도록 하는 요소로 사용할 수 있다.

### 광학
- 발광
  - 발광 다이오드(Light emitting diode, LED)
  - 레이저 다이오드(LASER diode)
- 수광
  - 광다이오드(Photo diode)
  - 전자사태 광다이오드(Avalanche photo diode)
  - 핀 다이오드(PIN diode)

### 고주파
- 건 다이오드(Gunn diode)
- 임패트 다이오드(IMPATT diode)
- 핀 다이오드(PIN diode)

## 같이 보기
- 반도체